# North Wootton (Dorset)
Pour les articles homonymes, voir North Wootton.
North Wootton est une paroisse civile et un village du Dorset, en Angleterre.